# Barranca de Santa Clara

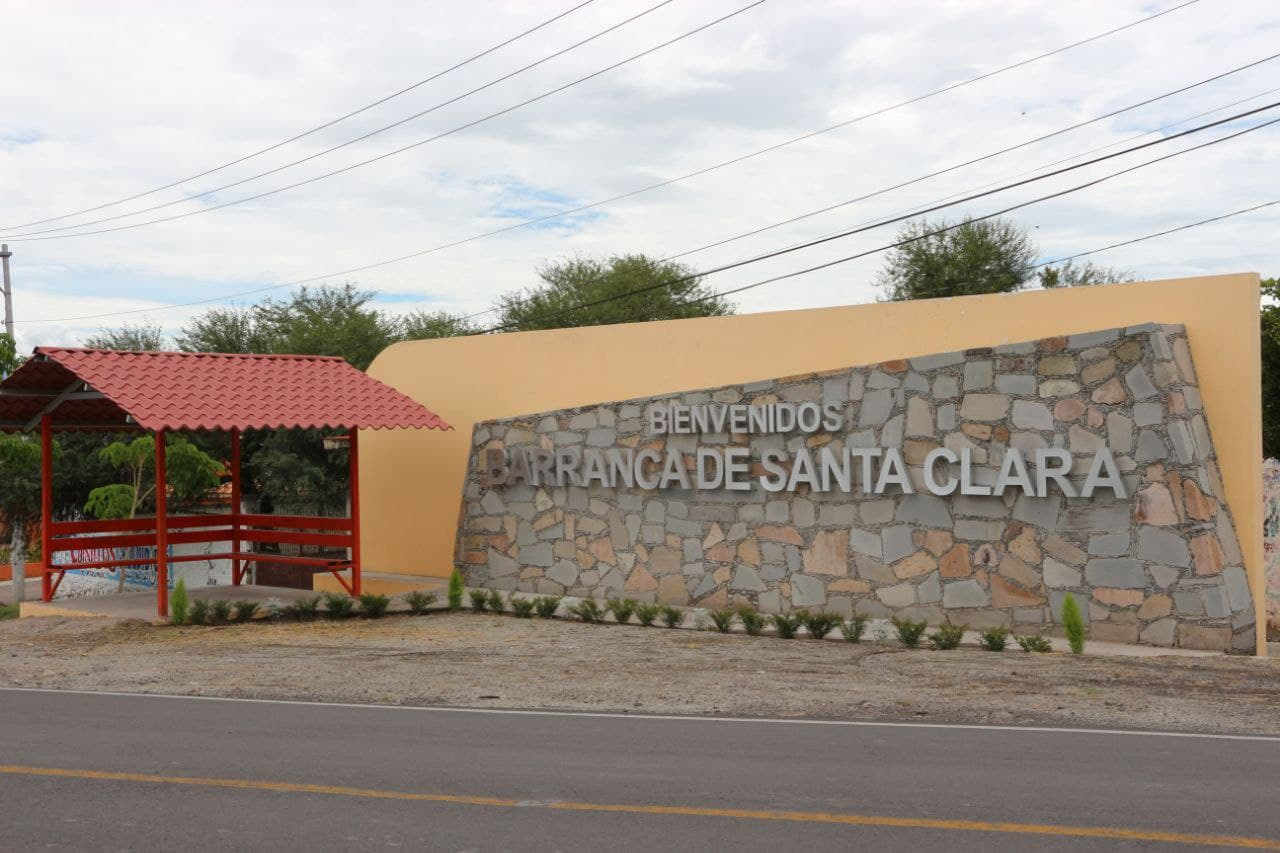
Letras de bienvenida a Barranca de Santa Clara

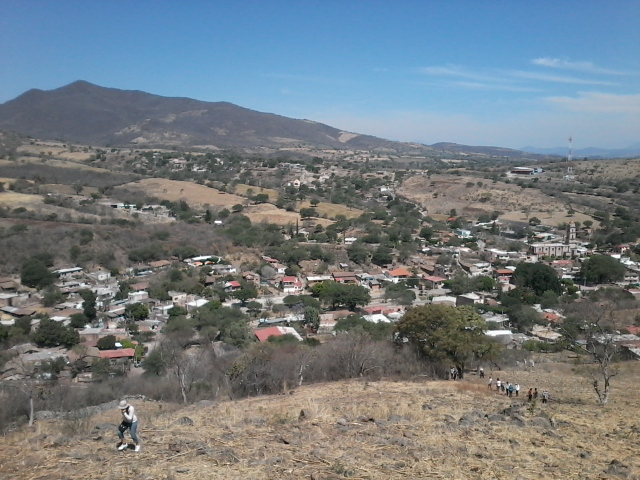
Fotografía panorámica de Barranca de Santa Clara desde el cerro El Picacho en el viacrucis de 2003

Barranca de Santa Clara es un poblado que pertenece al municipio de Zacoalco de Torres, ubicado en la zona centro Norte del estado de Jalisco, en México.
Se nombra así por la patrona religiosa del pueblo “Santa Clara de Asís”, y por su ubicación geográfica entre dos cerros.

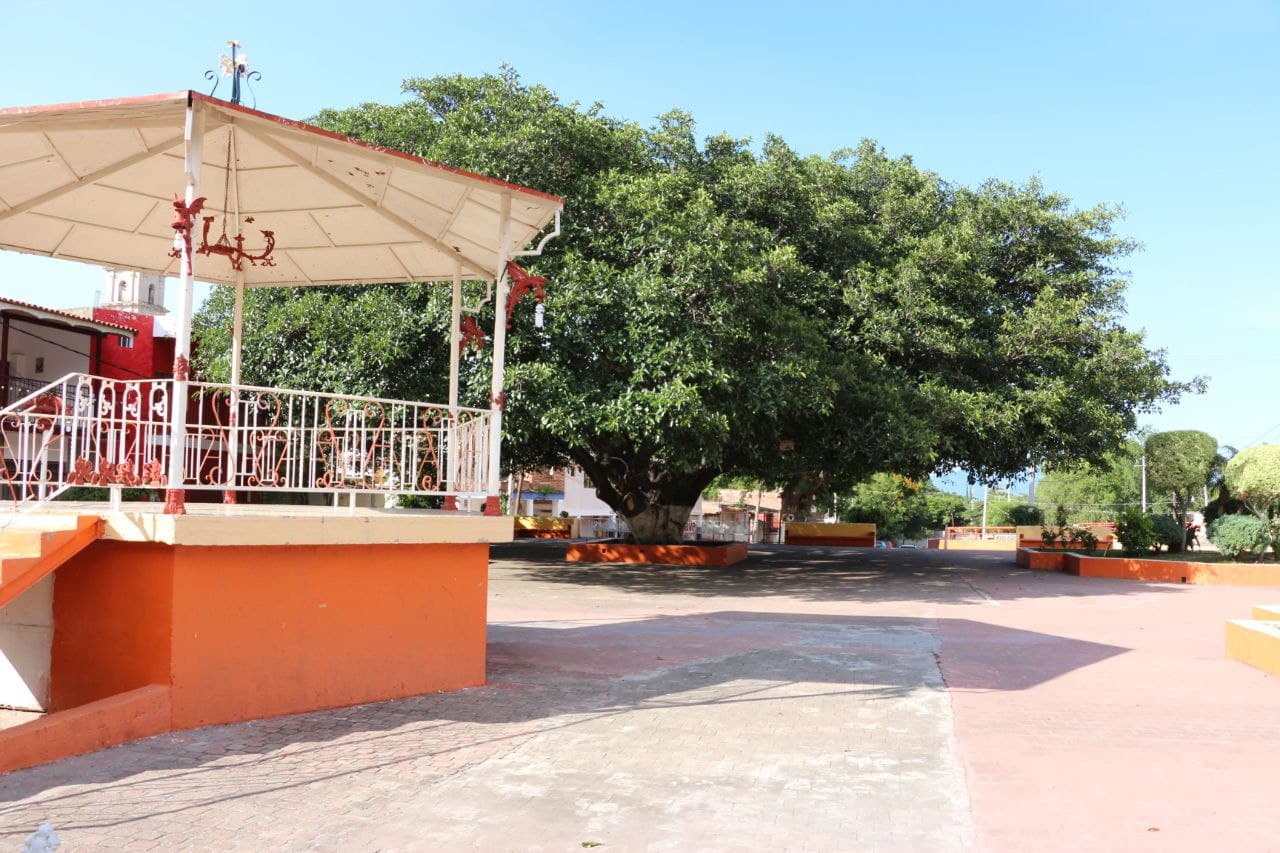
Plaza principal de Barranca de Santa Clara

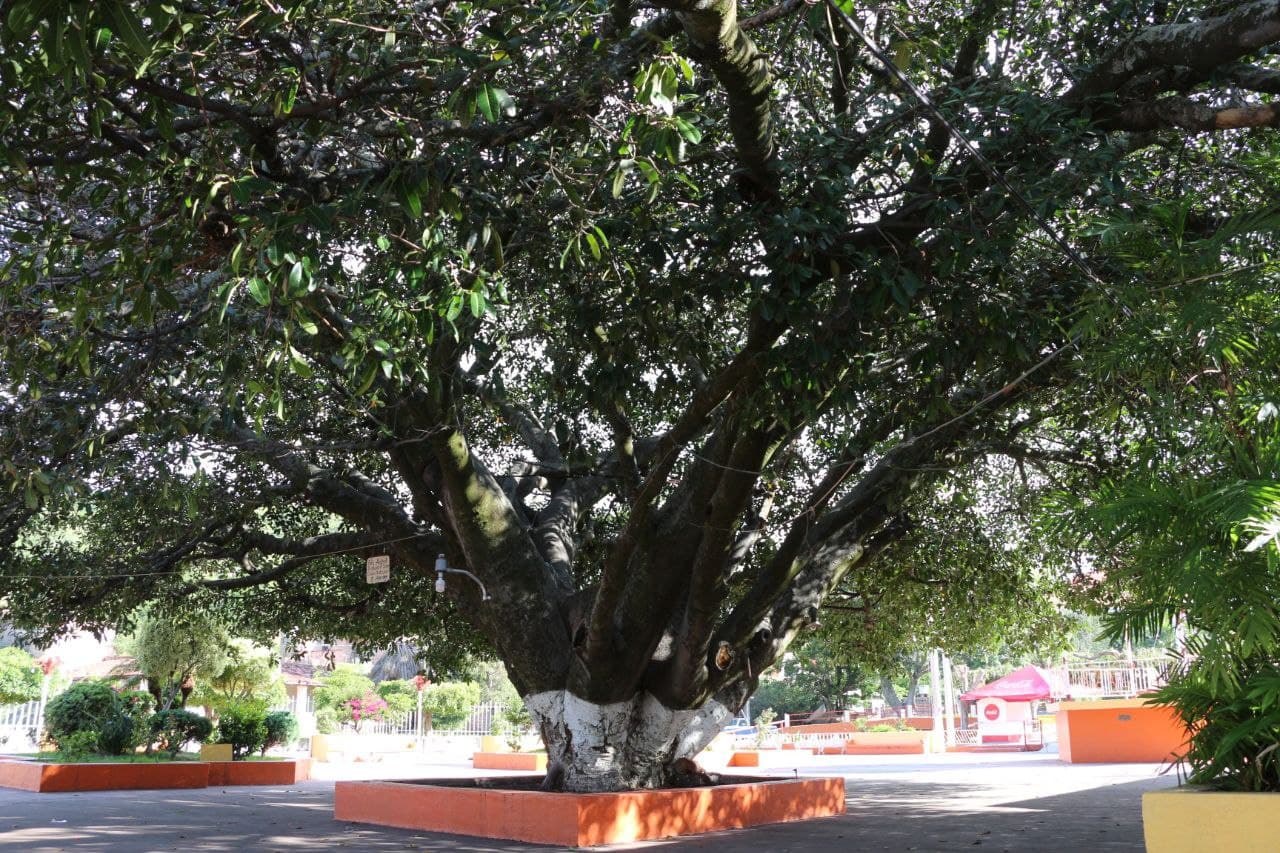
El zalate, árbol centenario y representativo de Barranca de Santa Clara

## Historia
Barranca de Santa Clara es una población rural, y aunque no se tienen datos exactos de su fundación, se calcula que esta ocurrió en el Siglo XVIII.
Sus habitantes son de ascendencia mixta (se cree que personas de ascendencia europea se asentaron en la zona y se mezclaron con los locales). Desafortunadamente los primeros registros de nacimiento, defunciones y matrimonios, se perdieron en un incendio que consumió gran parte de los registros; el más antiguo es del 4 de enero de 1881. Un hombre llamado Calletano Beas, de 24 años registró a su hijo con el nombre de Daniel Pérez, acompañado de su esposa Rosa Olmedo de 26 años. El delegado en esos momentos, era el señor Francisco Arenas.
En ese libro se pueden encontrar personas registradas de las “Tres Barrancas” (Barranca de Otates, Barranca de Laureles (Magallanes) y Santa Clara {BSC}) debido a que en ese tiempo no había Registro Civil en ninguna otra población aledaña, porque que BSC se consideraba la población principal.
En cuanto a las actas de defunción, se encuentra un libro con más antigüedad, data del año 1869. La primera acta asentada en este libro es de la señora María de Jesús Ramírez de 70 años de edad, hija legitima de Bernabé Rodríguez y Felipa Cano, ambos provenientes de Tapalpa; el delegado en ese momento era el señor Javier Beas.
En el caso de los matrimonios el libro más viejo es del año 1874 y se unieron los señores Norberto Beas hijo de Pablo Beas y Reina Espinosa con Credencia Ribera hija de José Rivera y Francisca Pulido.

## Avances Tecnológicos
El primer automotor pertenecía al señor Gilberto Beas (año desconocido); y se dice que en ese tiempo no existían caminos para este tipo de vehículos y muchas personas se espantaron al ver aquel artefacto extraño llegar a la población.
El correo fue instalado en la década de 1920, el primer encargado fue el señor Nicifor Castro que habitaba en su domicilio ubicado en la calle principal de la localidad (Lázaro Cárdenas).
El teléfono comenzó su funcionamiento en los años 80´s, en el domicilio particular del señor Ildefonso Barragán.
El agua potable era extraída principalmente de pozos artesianos y norias. En la actualidad el servicio de agua potable está disponible para todos los habitantes.
El primer Centro de Salud se inauguró a finales de la década de 1970 y la primera persona responsable de su funcionamiento fue Dionicia Barragán; así mismo el primer médico titulado que vivió en la comunidad, fue el Dr. Abelino (se desconocen sus apellidos).

## Descripción geográfica
Barranca de Santa Clara se pertenece al municipio de Zacoalco de Torres, Jalisco. Se ubica en el kilómetro 7 de la carretera Zacoalco -Atemajac de Brizuela y colinda con los poblados de Barranca de Otates, Barranca de Los Laureles y Pueblo Nuevo.
El Código Postal es: 45755.
La Clave Lada de las líneas telefónicas es: 326.

## Hidrografía
El municipio de Zacoalco pertenece a la cuenca Centro-Pacífico, subcuenca lagunas de San Marcos y Zacoalco. Sus recursos hidrológicos son proporcionados por los principales arroyos: El guayabo, Los Laureles y Santa Clara (El Plátano, El Aguacate o El Manatial), por los manantiales de Cacaluta y por la presa del Rincón.
10-26-87 DECLARATORIA de propiedad nacional de las aguas del arroyo El Plátano o El Aguacate o Santa Clara y manantial y arroyo El Plátano, Municipio de Zacoalco de Torres, Jal. (11) http://dof.gob.mx/nota_detalle.php?codigo=4697004&fecha=26/10/1987
En Barranca de Santa Clara el agua se extrae de pozos profundos, pozos artesianos o norias que sirven para abastecer a la mayor parte del poblado, aunque también, en algunas casas aún existen pozos particulares para uso doméstico.
En tiempos de lluvias (julio a octubre comúnmente) corre agua por el arroyo que atraviesa el poblado, pues los escurrimientos naturales de las lluvias buscan este afluente, consiguiendo con esto que los pozos y norias se abastezcan de agua y no se escaseen en la época de estiaje.
El agua del arroyo también se usa para dar de beber al ganado sin riesgo de contraer infecciones.

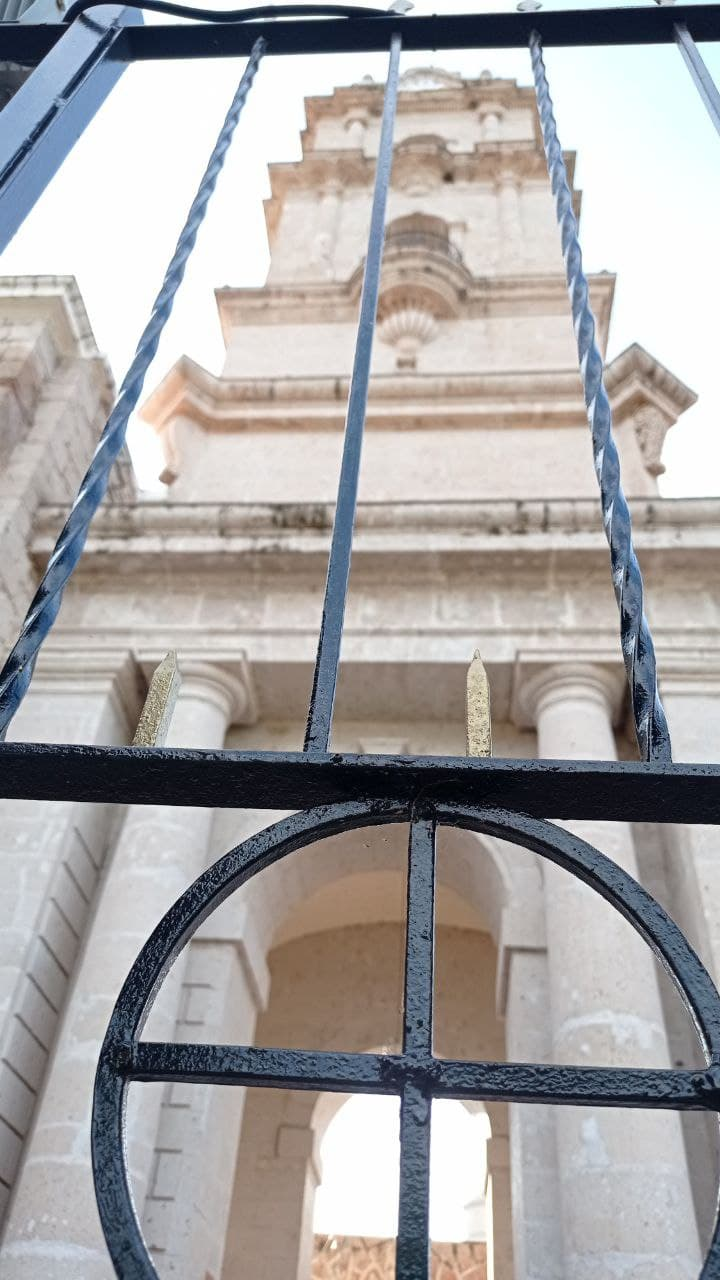
Templo de Santa Clara de Asís

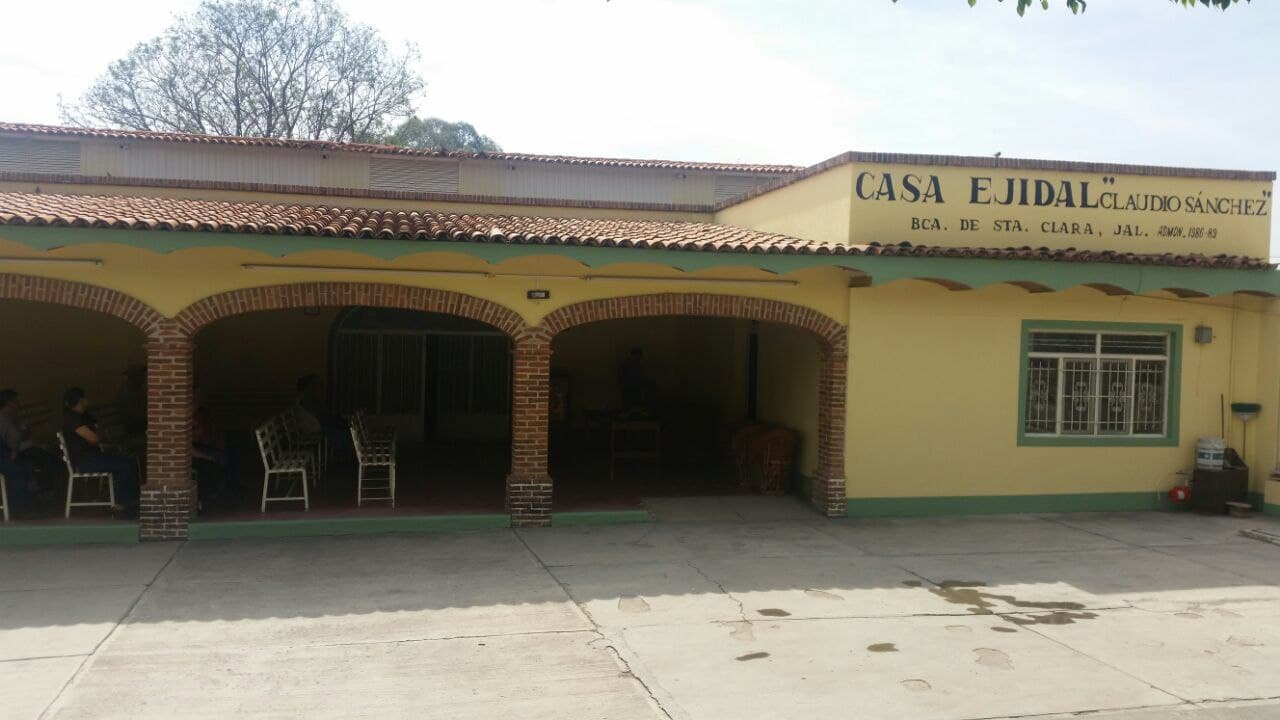
Casa Ejidal Claudio Sánchez

El arroyo tiene su desembocadura en la laguna de Zacoalco.

## Clima y flora
El clima es semiseco y semicálido, con primavera seca y semicálida, sin cambio térmico invernal bien definido. La temperatura media anual es de 22.7°C, con máxima de 30.4 °C y mínima de 15.1 °C. El régimen de lluvia se registra entre los meses de junio y agosto, contando con una precipitación media de 578.7 milímetros. El promedio anual de días con heladas es de 2.9. Los vientos dominantes son en dirección del noroeste al suroeste.
La flora está conformada principalmente por árboles de climas semiseco que son: mezquite, guaje, guamúchil, huizache, eucalipto, pitayo, entre otros. Y algunos otros de clima templado como: lima, limón, granado, camichín, guayabos, entre otros. También podemos destacar las plantas de ornato que las principales son: violetas, maravillas, teresitas, malvas, belenes, rosales, helechos, entre otras.
Las hierbas silvestres de temporal son principalmente: tacote, pitillo, aceitilla, rosa amarilla, girasoles, quelite, entre otras.
Las principales plantas medicinales que abundan en esta región son: epazote, hierba buena, estafiate, albahaca, ruda, caléndula, entre otras.

## Fauna
La fauna predominante en este poblado al igual que en casi toda la región es principalmente de animales silvestres terrestres como son: ardillas, tejones, zorrillos, zorros, coyotes, serpientes, iguanas, lagartijas, codornices, tlacuaches, conejos, entre otros.
Y viven en la zona aves como: conguitas, colibríes, huilotas, palomas, lechuzas, tecolotes, gavilanes, zopilotes, ticuzes, aguilillas, entre otros.
Los animales domésticos que se pueden encontrar son: perros, gatos, gallinas, y diferentes tipos de ganado como: vacas, burros, mulas, caballos, chivas, borregas, entre otros.

## Marco social

### Educación
En la población de Barranca de Santa Clara se cuenta con un preescolar, el Jardín de Niños “Federico Froebel” Nº 522.
También se encuentra la Escuela Primaria “Ignacio Zaragoza”, la Escuela Secundaria Técnica No. 57 y el CBTA 226 "Ramón Corona", centro de educación a nivel bachillerato.

### Costumbres y tradiciones
La mayoría de las celebraciones se deben a festividades generalmente religiosas (romano-católicas), bautizos, casamientos, primera comunión; cumpleaños o nacimientos; en la mayoría de estas se acostumbra organizar una fiesta para familiares, amistades, y vecinos; ofreciendo platillos típicos como birria, pozole, frijoles puercos, tamales, entre otros. En ocasiones después del banquete se lleva a cabo el baile donde generalmente ameniza una banda estilo sinaloense o un mariachi típico de Jalisco, en otras estancias "Sonido DJ". Generalmente a estas fiestas puede asistir todo el pueblo.
El 6 de enero se parte la tradicional “Rosca de Reyes” conmemorando con esto la llegada de los Reyes Magos con el Niño Jesús. Después organizaran la fiesta del 2 de febrero, simbolizando el bautismo del niño Jesús. La fiesta de la Virgen de la Candelaria, con feria taurina. Comienza a finales de enero y culmina el 2 de febrero; en el transcurso de estos días se celebran unas peregrinaciones por todo el poblado, y en el lienzo charro se celebran corridas de toros, por las noches una banda ameniza en estos días el baile.
El día 12 de enero de cada año se acostumbra organizarse para caminar hasta la Capilla del Cerrito en Zacoalco de Torres y asistir a una Misa celebrada en la explanada de dicho lugar.

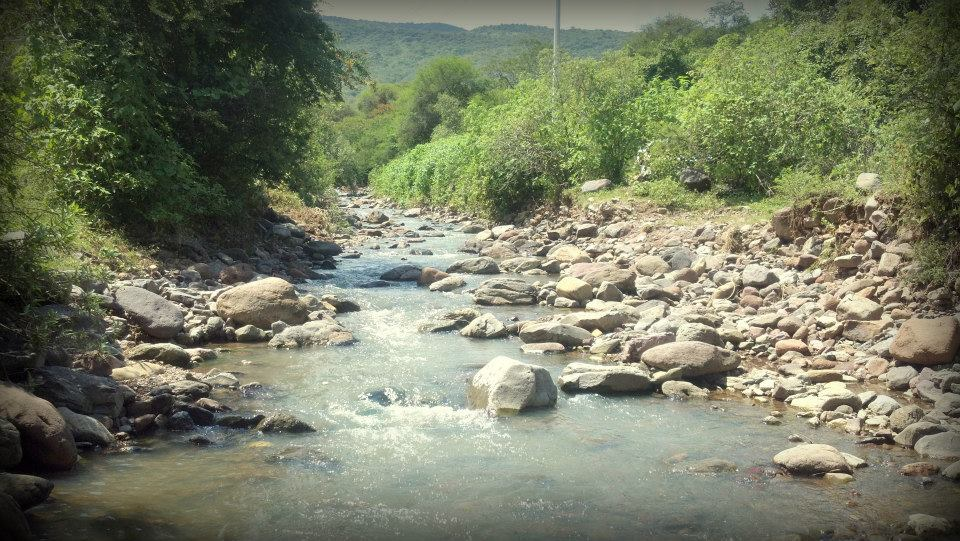
Arroyo Santa Clara (también conocido como El Plátano, El Aguacate o El Manantial.

Entre los meses de febrero, marzo y abril comienza la Cuaresma, que es un periodo de cuarenta días iniciando el Miércoles de Ceniza (se celebra una Misa en la que se pone ceniza a las personas de palmas que fueron quemadas el año anterior del llamado “Domingo de Ramos”) y concluye con la Semana Santa. En estos cuarenta días es costumbre que cada quien haga un sacrificio de algo que te guste hacer en fin de ofrecérselo a Jesús durante la cuaresma, evitando caer en tentaciones de romper el sacrificio.
El último domingo de la cuaresma se conoce como “Domingo de Ramos”, se acostumbra comprar figuras hechas de palma o simplemente alguna rama de palma que se lleva en una peregrinación por el poblado que culmina con una Misa celebrada en el templo en donde se bendicen toda las palmas simulando con esto la entrada de Jesús en Jerusalén, estas palmas ahora benditas se deben guardar para que posteriormente el próximo año se puedan utilizar para el Miércoles de Ceniza,
En la Semana Santa podemos destacar cuatro días más significativos que son el “Jueves Santo”, “Viernes Santo”, “Sábado Santo o Sábado de Gloria” y “Domingo de Resurrección”.
El Jueves Santo por la noche se celebra una misa conmemorando el “Lavatorio de Pies” y la "Última Cena”, que representa lo que hizo Jesús la última noche antes de ser crucificado.
El “Viernes Santo” por la mañana se lleva a cabo el Vía Crusis que consiste en simular lo que tuvo que pasar Jesús hasta llegar al monte donde lo crucificarían posteriormente. Aunque el Vía Crusis no se representa como en algunas partes del mundo, se hace un recorrido por el pueblo cargando una cruz, se van turnando las personas que van en esta procesión, se leen lecturas de la Biblia y se hacen cantos por el camino hasta llegar al Templo.
El “Viernes Santo” por la noche se representa la velación en donde los fieles rezan Cristo muerto.
El “Sábado Santo” por la noche la gente asiste a la Misa de Gloria donde se presenta el nuevo cirio que permanecerá encendido el próximo año.
El “Domingo de Resurrección” se lleva a cabo una Misa conmemorativa.
En el mes de agosto se celebra la fiesta en honor a “Santa Clara de Asís” La fiesta concluye el día 12 de agosto. Los nueve días anteriores a este se acostumbra peregrinar por el pueblo con carros alegóricos y por las noches bandas amenizan los bailes en la plaza principal de la comunidad.
El 15 y 16 de Septiembre se conmemora la Independencia de México. El 15 por la noche se realiza un concurso con tres señoritas de la comunidad previamente seleccionadas para escoger la Reina de las Fiestas Patrias con sus respectivas princesas. El 16 las diferentes instituciones educativas y las autoridades del poblado acompañados de la Reina y sus dos Princesas realizan un desfile por el poblado que culmina con los honores a la Bandera en la plaza principal.
El día 2 de noviembre se celebra el día de los muertos. Este día se festeja con una Misa en el panteón de la localidad para pedir por los fieles difuntos. Cuando se termina la Misa se suele llevar flores a las tumbas de los seres queridos y rezarles el Santo Rosario para pedir por su eterno descanso.
El 12 de diciembre se lleva a cabo una fiesta en honor a la Virgen de Guadalupe”, desde el alba se llevan mañanitas a la Virgen con mariachi o banda, posteriormente se celebra una Misa en honor a la Virgen y saliendo se ofrecen café y canela para que todos los asistentes se queden a compartir.
El 24 de diciembre se celebra la Noche Buena compartiendo en familia y conmemorando el nacimiento del Niño Jesús; se acostumbra celebrar preparando ponche caliente para la ocasión. Se asiste a la Misa de gallo a las 12 de la noche.
El 25 se coloca al Niño Dios en el nacimiento y se ponen los regalos de Navidad.
El 1 de enero se celebra una Misa para conmemorar el año nuevo.
En el año 2013 fue presentado el poema "La Barranca", escrito por Alberto Morales Ureña.
En 2015 fue presentado el "Corrido a Barranca Santa Clara", compuesto por Alberto Morales Bonales.

## Economía
En los primeros tiempos BSC se consideraba la población principal de la región, aquí fue donde se instalaron todos los servicios, como el correo, el teléfono, el Registro Civil, etc. Fue por ello que para la construcción del templo católico se organizó la gente de los poblados vecinos y acudían aquí a los servicios religiosos que se ofrecían.
En general, los pobladores vecinos acudían a BSC comprar productos o solicitar alguno de los servicios que ofrecía esta comunidad.
Las principales actividades económicas son la agricultura, la ganadería, la construcción y el comercio.
Las remesas enviadas por los inmigrantes a Estados Unidos tienen un gran impacto en la economía local.
Muchos jóvenes profesionistas viven en la ciudad de Guadajalara, pero siguen viviendo o haciendo inversión en la población.

## Religión
La población cuenta con un templo católico franciscano de estilo barroco, construido con cantera y piedra, el cual cuenta con una nave principal con una torre en la entrada del lado oriente.
El templo fue terminado de edificar en el año 1902 con el apoyo de personas de Barranca de Los Laureles, Barranca de Otates y Pueblo Nuevo; fue consagrado a Santa Clara de Asís, y dada la cantidad de habitantes de la localidad, fue reconocido como parroquia.
Se encuentra ubicado en la calle Hidalgo, a una cuadra de la plaza principal.

La mayor parte de los habitantes de la comunidad practican la religión católica, sin embargo también hay Testigos de Jehová y Cristianos Evangélicos.